# Olympische Sommerspiele 2024/Rudern – Vierer ohne Steuerfrau
Der Vierer ohne Steuerfrau im Rudern bei den Olympischen Spielen 2024 in Paris fand vom 28. Juli bis 1. August 2024 statt. Schauplatz der Wettkämpfe war die Regattastrecke Stade nautique de Vaires-sur-Marne im Ort Vaires-sur-Marne, der sich östlich des Großraums Paris befindet. Titelverteidigerinnen sind die Australierinnen, die in Tokio in der Besetzung Lucy Stephan, Rosemary Popa, Jessica Morrison und Annabelle McIntyre die Goldmedaille gewannen.

## Titelträgerinnen
| Olympische Spiele 2020       | Australien     | Tokio             |
| Weltmeisterschaften 2023     | Niederlande    | Belgrad           |
| Panamerikanische Spiele 2023 | Chile          | Santiago de Chile |
| Asienspiele 2022             | China          | Hangzhou          |
| Europameisterschaften 2024   | Großbritannien | Szeged            |

## Qualifikation
Die Qualifikation erfolgte hauptsächlich über die Weltmeisterschaften 2023. Die besten sieben Nationen dort erhielten einen Quotenplatz für die Olympischen Spiele in Paris. Die verbleibenden zwei Startplätze wurden bei einer finalen Qualifikationsregatta in Luzern im Mai 2024 vergeben.

## Vorläufe
Sonntag, 28. Juli 2024

### Vorlauf 1
| Rang | Bahn | Nation              | Athletinnen                                                                                | Zeit (min) | Qualifikation |
| ---- | ---- | ------------------- | ------------------------------------------------------------------------------------------ | ---------- | ------------- |
| 1    | 2    | Großbritannien      | Esme Booth, Helen Glover, Sam Redgrave, Rebecca Shorten                                    | 6:42,57    | A-Finale      |
| 2    | 4    | Neuseeland          | Jackie Gowler, Davina Waddy, Kerri Williams, Phoebe Spoors                                 | 6:45,44    | A-Finale      |
| 3    | 5    | Volksrepublik China | Zhang Shuxian, Liu Xiaoxin, Wang Zifeng, Xu Xingye                                         | 6:49,12    | Hoffnungslauf |
| 4    | 1    | Vereinigte Staaten  | Emily Kallfelz, Kaitlin Knifton, Mary Mazzio-Manson, Kelsey Reelick                        | 6:49,66    | Hoffnungslauf |
| 5    | 3    | Dänemark            | Astrid Steensberg, Frida Sanggaard Nielsen, Marie Skytte Hauberg Johannesen, Julie Poulsen | 6:56,70    | Hoffnungslauf |

### Vorlauf 2
| Rang | Bahn | Nation      | Athletinnen                                                              | Zeit (min) | Qualifikation |
| ---- | ---- | ----------- | ------------------------------------------------------------------------ | ---------- | ------------- |
| 1    | 4    | Niederlande | Benthe Boonstra, Hermijntje Drenth, Tinka Offereins, Marloes Oldenburg   | 6:43,71    | A-Finale      |
| 2    | 2    | Rumänien    | Iulia-Liliana Balaucă, Larisa Bogdan, Maria Lehaci, Maria-Magdalena Rusu | 6:44,55    | A-Finale      |
| 3    | 1    | Irland      | Emily Hegarty, Eimear Lambe, Natalie Long, Imogen Magner                 | 6:51,75    | Hoffnungslauf |
| 4    | 3    | Australien  | Olympia Aldersey, Jean Mitchell, Lily Alton-Triggs, Molly Goodman        | 6:59,86    | Hoffnungslauf |

## Hoffnungslauf
Dienstag, 30. Juli 2024
| Rang | Bahn | Nation              | Athletinnen                                                                                | Zeit (min) | Qualifikation |
| ---- | ---- | ------------------- | ------------------------------------------------------------------------------------------ | ---------- | ------------- |
| 1    | 2    | Vereinigte Staaten  | Emily Kallfelz, Kaitlin Knifton, Mary Mazzio-Manson, Kelsey Reelick                        | 6:32,48    | A-Finale      |
| 2    | 4    | Volksrepublik China | Zhang Shuxian, Liu Xiaoxin, Wang Zifeng, Xu Xingye                                         | 6:33,60    | A-Finale      |
| 3    | 1    | Dänemark            | Astrid Steensberg, Frida Sanggaard Nielsen, Marie Skytte Hauberg Johannesen, Julie Poulsen | 6:35,65    | B-Finale      |
| 4    | 3    | Irland              | Emily Hegarty, Eimear Lambe, Natalie Long, Imogen Magner                                   | 6:38,10    | B-Finale      |
| 5    | 5    | Australien          | Olympia Aldersey, Jean Mitchell, Lily Alton-Triggs, Molly Goodman                          | 6:43,70    | B-Finale      |

## Finale

### A-Finale
Donnerstag, 1. August 2024

Anmerkung: zur Ermittlung der Plätze 1 bis 6
| Rang | Bahn | Nation              | Athletinnen                                                              | Zeit (min) |
| ---- | ---- | ------------------- | ------------------------------------------------------------------------ | ---------- |
| 1    | 4    | Niederlande         | Benthe Boonstra, Hermijntje Drenth, Tinka Offereins, Marloes Oldenburg   | 6:27,13    |
| 2    | 3    | Großbritannien      | Esme Booth, Helen Glover, Sam Redgrave, Rebecca Shorten                  | 6:27,31    |
| 3    | 2    | Neuseeland          | Jackie Gowler, Davina Waddy, Kerri Williams, Phoebe Spoors               | 6:29,08    |
| 4    | 5    | Rumänien            | Iulia-Liliana Balaucă, Larisa Bogdan, Maria Lehaci, Maria-Magdalena Rusu | 6:29,52    |
| 5    | 6    | Vereinigte Staaten  | Emily Kallfelz, Kaitlin Knifton, Mary Mazzio-Manson, Kelsey Reelick      | 6:34,88    |
| 6    | 1    | Volksrepublik China | Zhang Shuxian, Liu Xiaoxin, Wang Zifeng, Xu Xingye                       | 6:36,18    |

### B-Finale
Donnerstag, 1. August 2024

Anmerkung: zur Ermittlung der Plätze 7 bis 9
| Rang | Bahn | Nation     | Athletinnen                                                                                | Zeit (min) |
| ---- | ---- | ---------- | ------------------------------------------------------------------------------------------ | ---------- |
| 7    | 1    | Irland     | Emily Hegarty, Eimear Lambe, Natalie Long, Imogen Magner                                   | 6:34,74    |
| 8    | 2    | Dänemark   | Astrid Steensberg, Frida Sanggaard Nielsen, Marie Skytte Hauberg Johannesen, Julie Poulsen | 6:36,43    |
| 9    | 3    | Australien | Olympia Aldersey, Jean Mitchell, Lily Alton-Triggs, Molly Goodman                          | 6:39,28    |